# Studia nad przyrodą

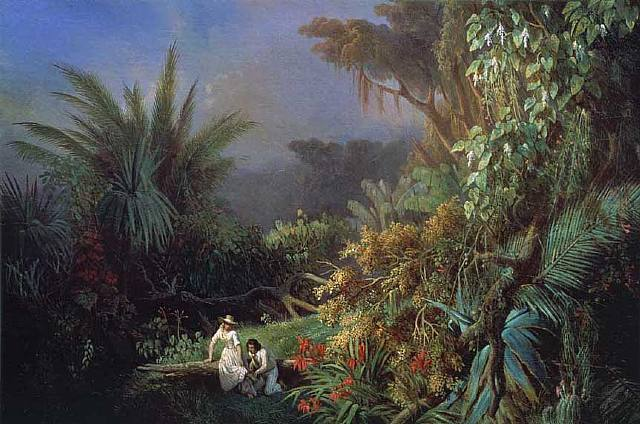
Obraz Henriego Blancharda stanowiący ilustrację do Pawła i Wirginii, w pierwotnych planach autora części Studiów nad przyrodą. Ukazuje ona bogactwo natury, które opiewał Bernardin de Saint-Pierre w swoim tekście

Studia nad przyrodą (oryg. fr. Études de la nature) – tekst filozoficzny Jacques'a-Henriego Bernardina de Saint-Pierre, wydany po raz pierwszy w 1784.

## Okoliczności powstania utworu
Studia nad przyrodą stanowią zapis osobistych refleksji Bernardina de Saint-Pierre nad przyrodą i jej znaczeniem w życiu człowieka. Autor ten w młodości był zafascynowany mitem dobrej natury i dzikiego człowieka, których pozytywne cechy niszczy cywilizacja. Tworzył również plany stworzenia doskonałej, "pierwotnej" republiki w jednym z miejsc, dokąd działalność człowieka jeszcze nie dotarła (rozważał wyspę na Oceanie Atlantyckim lub na Morzu Aralskim). Studia nad przyrodą powstały w okresie, gdy Bernardin de Saint-Pierre w dużej mierze zdawał już sobie sprawę z utopijności takich projektów, pozostawał jednak zafascynowany naturą. Jej piękno i złożoność stanowiły dla niego ponadto dowód na istnienie Boga. Tom studiów filozoficznych miał stanowić jego odpowiedź na popularny w XVIII wieku deizm i ateizm, a równocześnie hołd dla uwielbianej dzikiej przyrody. Znaczący wpływ na ostateczny kształt dzieła miała filozofia Rousseau, z którym Bernardin de Saint-Pierre zaprzyjaźnił się w ostatnich latach życia.

## Treść
Bernardin de Saint-Pierre planował stworzenie ogromnej pracy opisującej wszelkie aspekty funkcjonowania natury. Ostatecznie wydane przez niego dzieło stanowi zbiór notatek i przemyśleń, jakie miały ukształtować nigdy nie napisany tekst. W pierwszej części autor nawiązuje do najpopularniejszych w jego czasach argumentów przeciwko istnieniu sił nadprzyrodzonych, które stara się obalić, przywołując zjawiska zaobserwowane w przyrodzie. Przechodzi następnie do ataku na nieomylność rozumu ludzkiego i dowodzi koniecznej omylności nauk ścisłych. W części II przeciwstawia im uczucie, które uważa za wyraz prawa naturalnego, przyznany człowiekowi przez Boga, by ten mógł obserwować świat natury i powtarzać istniejącą w nim harmonię w życiu. Bernardin de Saint-Pierre twierdzi, że najlepszą postawą życiową jest oparcie się na obserwacji przyrody, co pozwoli również odkryć prawo moralne, stanowiące fundament życia człowieka. Część III stanowi w zamyśle autora propozycję zmian w społeczeństwie – obraz idealnej wspólnoty, żyjącej na wyspie, kierującej się w życiu zasadami moralności, szanującej przyrodę. Bernardin de Saint-Pierre twierdził, że cała przyroda została stworzona przez Boga tak, by służyła człowiekowi; nawet w naturalnych klęskach upatrywał z góry przygotowanych działań w szerszej perspektywie pozytywnych dla ludzi. Autor tłumaczył w podobny sposób wszystkie aspekty przyrody (np. wygląd i występowanie roślin i zwierząt). 
Pierwotnie Studia nad przyrodą miały zawierać opis życia "dzikich ludzi", żyjących na łonie natury – opowiadanie Paweł i Wirginia. Ustęp ten Bernardin de Saint-Pierre odczytał w salonie przed publikacją, a gdy został on uznany za nudny, ogłosił go drukiem jako autonomiczne dzieło.

## Recepcja
Tekst Bernardina de Saint-Pierre, stanowiący wypowiedź polemiczną wobec głoszonych w jego epoce poglądów, został bardzo dobrze przyjęty. G. Lanson i P. Tuffrau są zdania, że pozytywny odbiór tekstu wynikał ze znużenia dziełami chwalącymi możliwości ludzkiego rozumu, jakie ukazywały się w XVIII w. na masową skalę. Z czasem dzieło zostało uznane za naiwne i płytkie w odbiorze, nadal jednak wysoko ceniony był talent literacki autora, zdolnego do niezwykle plastycznego opisu przedstawianych zjawisk naturalnych, zachowań zwierząt i wyglądu roślin.